# 江岸区辛亥首义烈士陵园
江岸区辛亥首义烈士陵园，又俗称「六大堆」，是位于湖北省武汉市江岸区球场路的一座辛亥革命烈士陵园，园中葬有民军烈士遗体4000余具（含原单洞二路迁葬而来的2000余具）。

## 背景
武昌起义爆发后，段祺瑞、冯国璋率领新军沿京汉铁路南下镇压起义，革命军遂在汉口多地与清军激战。革命军终因伤亡惨重、寡不敌众，退守三眼桥及球场街一带。10月30日清军夺回汉口、11月27日清军夺回汉阳，该战役史称“阳夏保卫战”。
战时及战后，汉口当地红十字会出面将革命军牺牲将士遗骸就近收殓，葬于古德寺、球场路边（即现该陵园所在位置）、利济路（即今硚口区的辛亥首义烈士陵园）、单洞二路等处。
其中球场路的墓地分为6堆收殓，称“赤十字会义冢”，因遗骸分为6堆，因此当地人俗称“六大堆”。1912年2月，红十字会在每座墓地前皆竖立刻有“国殇”二字的墓碑以为纪念。

## 修建与维护
1913年，红十字会与汉口各慈善团体在此处修建公墓，黎元洪题写碑额“铁血精神”及陵墓名“鄂省起义阵亡诸烈士墓”。
|                                | 陆军义冢 在球场后，为辛亥年民军起义阵亡军士之墓。 |
| ——民国《夏口县志·卷末·建置志》 |                                                   |

1931年洪水之后，已有的烈士陵园逐渐失修。
抗日战争胜利后，武汉行辕主任程潜将六大堆整修并立碑，更名为六大堆无名英雄墓或辛亥首义烈士陵园。墓园增设了栅栏及碑，碑上为程潜手书“辛亥首义烈士之墓”。
至中华人民共和国建国时，汉口境内仅存利济路、球场街、单洞二路3处辛亥烈士陵园。1955年，受市政规划影响，单洞二路的辛亥烈士遗骸合并葬入此处，改6座坟茔为7座。1956年11月15日，硚口、江岸两处辛亥烈士陵园（另还有已迁葬的单洞二路）被列为湖北省文物保护单位，同日定名为辛亥首义烈士陵园。1961年辛亥革命50周年之际，陵园进行了大修。
1985年陵园重建，复改为6座坟茔并重设纪念碑，成为合陵园及公园为一体的陵园。
1989年7月，陵园被列为武汉市第一批重点烈士纪念建筑物保护单位。2023年7月28日，陵园被列为湖北省第六批烈士纪念设施。

## 陵园概况
江岸区辛亥首义烈士陵园隶属于該区退役军人服务中心，由武汉市民政局在1989年设立的江岸区辛亥首义烈士陵园管理处负责管理。
陵园门额上书“辛亥首义烈士陵园”，陵园中部为一座汉白玉及大理石修成的纪念碑一座，碑身高10.10米，一面镌刻辛亥革命亲历者喻育之所撰碑文，一面为李尔重题的碑名“辛亥革命烈士纪念碑”。纪念碑两侧各有3座坟茔，长3.9米，宽4.9米，高2.5米。另外陵园中设有展览。

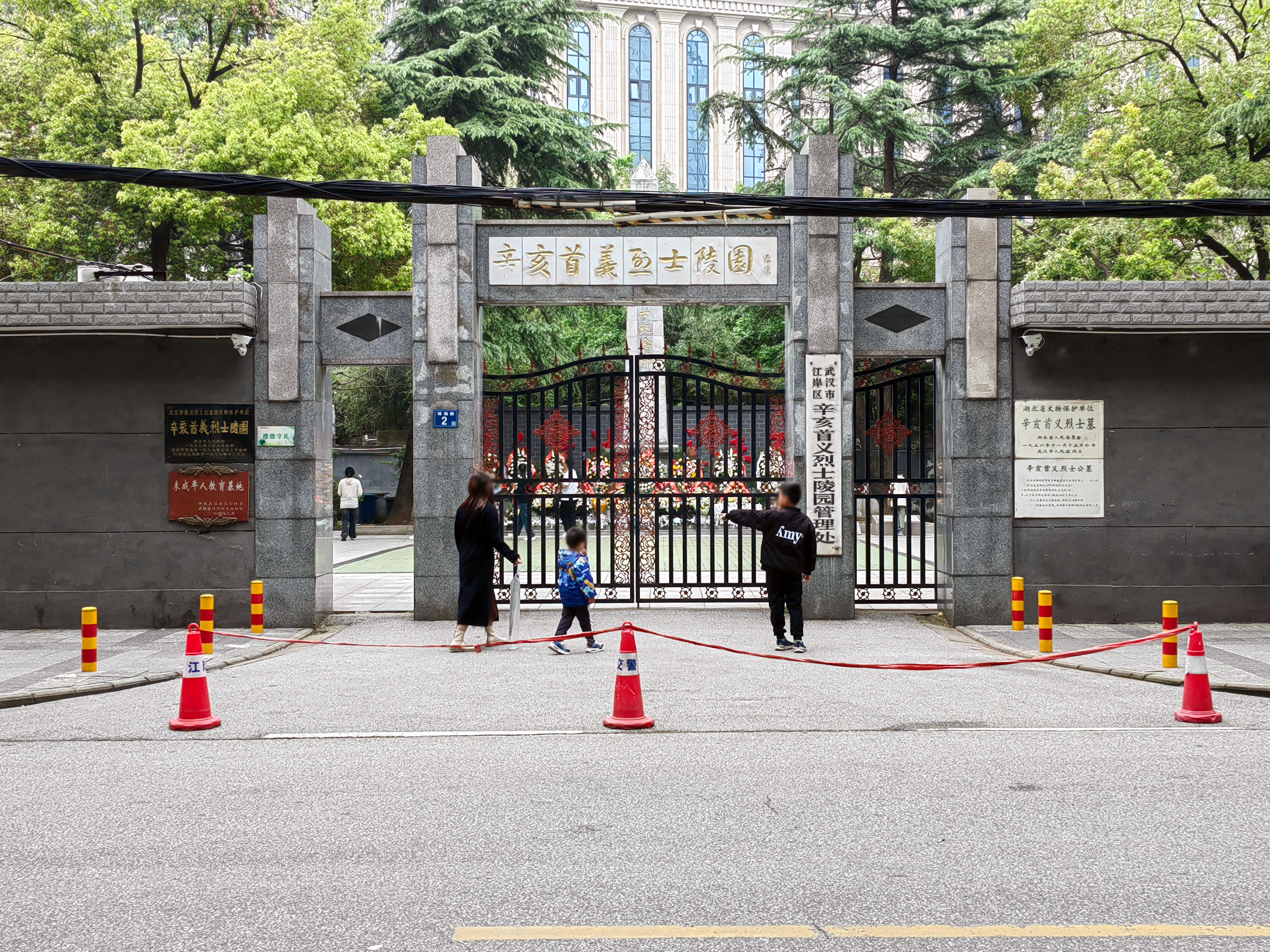
陵园大门
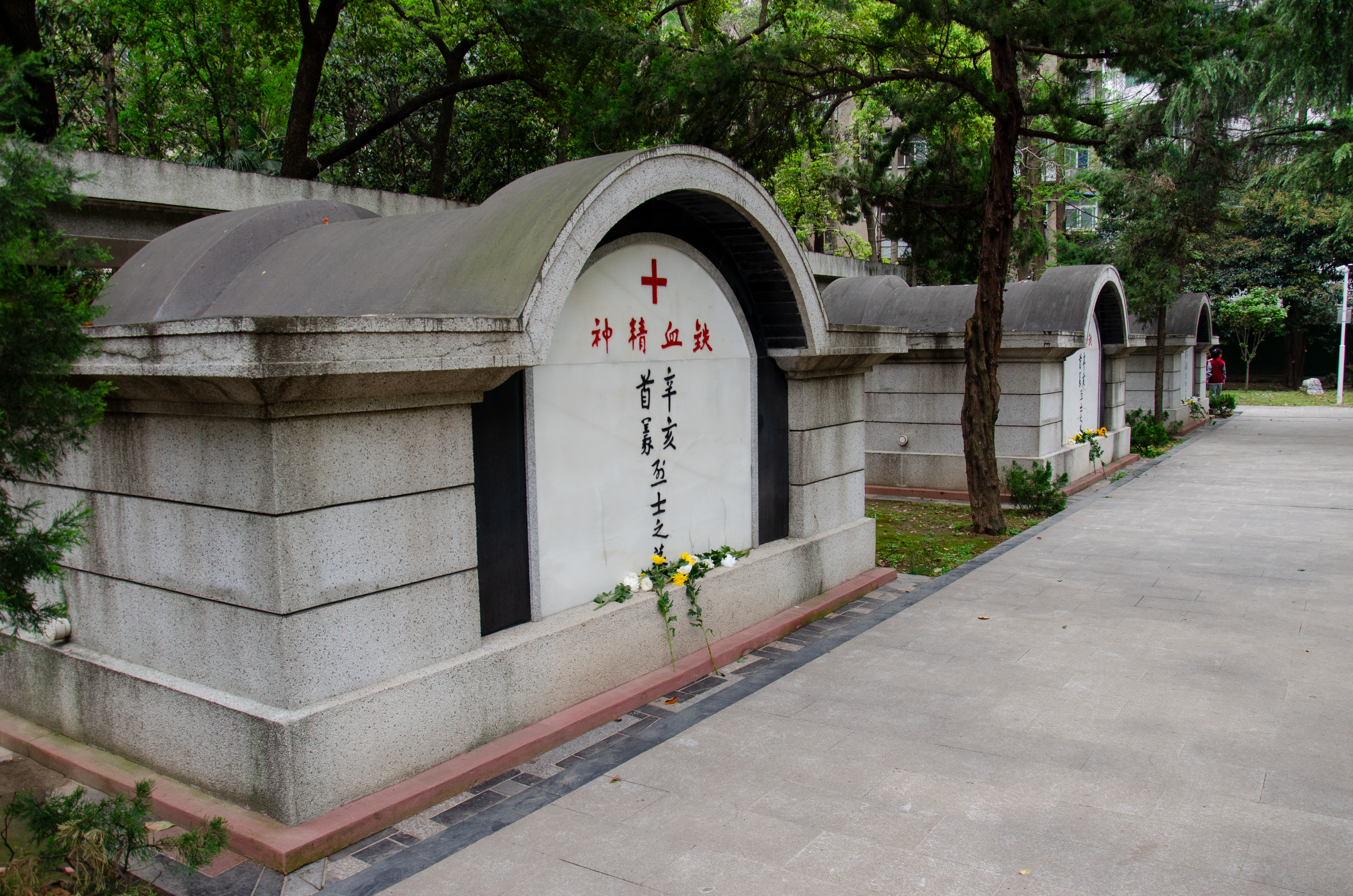
陵园南侧三座坟茔，北侧亦然如此排列
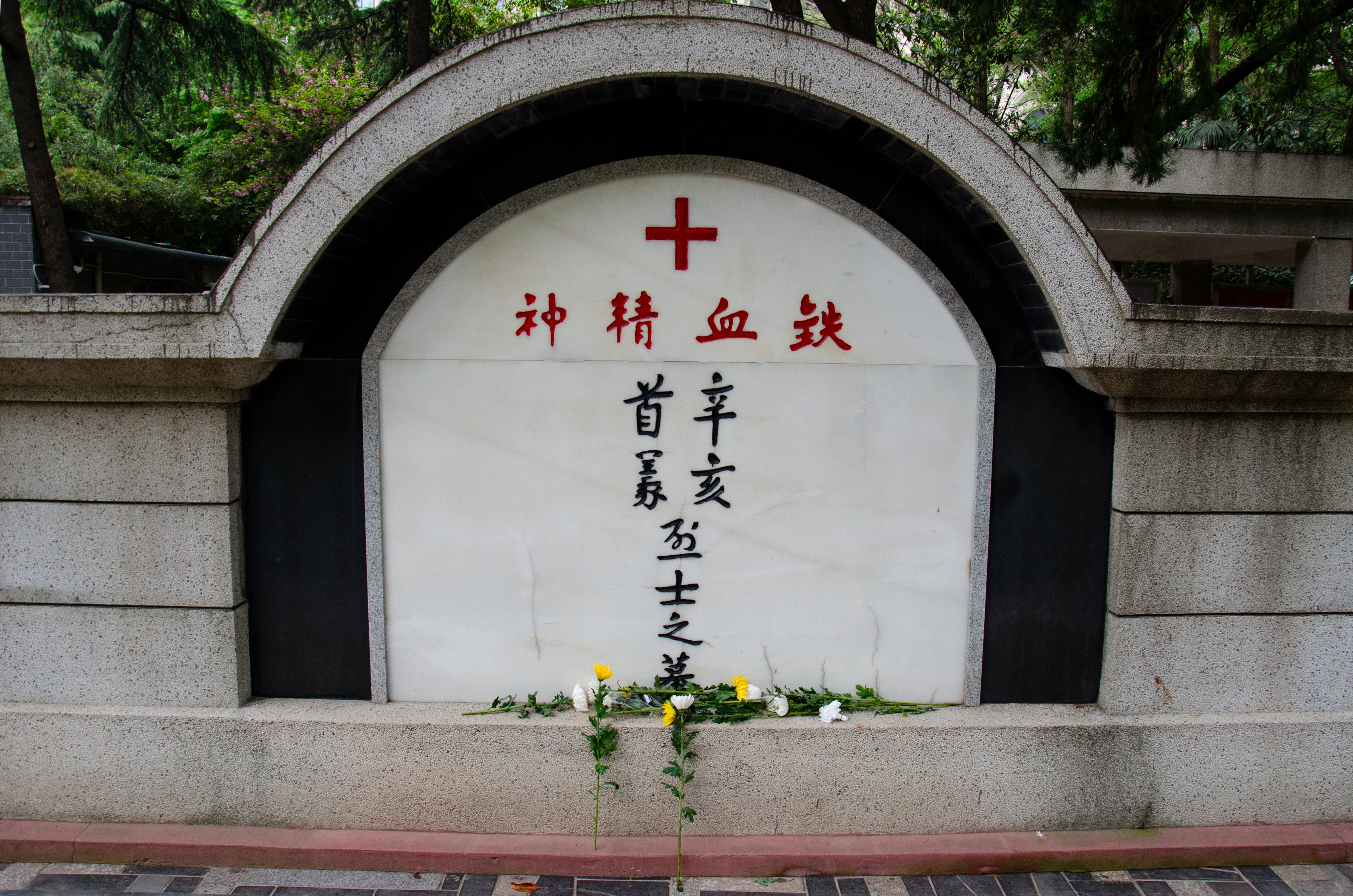
坟茔碑铭细节

## 文物保护
其保护范围为：辛亥首义烈士墓（二）及周围一定范围。以陵园围墙为界，东面、南面各向外延伸10米，西面向外延伸7米至球场路现状道路边线，北面与陵园围墙线重合。
其建设控制地带为：以保护范围为界，东面向外延伸50米，南面、西面、北面与保护范围重合。